# Спортивна (станція метро, Новосибірськ)
Спортивна (рос. Спортивная) — наземна станція, що будується, Ленінської лінії Новосибірського метрополітену.

## Опис
Розташується на лівому березі ріки Об в Кіровському районі між станціями «Річковий вокзал» і «Студентська». Відкриття заплановано на 2024 рік.

## Історія
Проект першої дільніці Новосибірського метрополітену передбачав включити в перший пускову ділянку лише одну станцію на лівому березі. Перед «Студентською», яка стала кінцевою, на естакаді метромосту передбачалося надалі запустити ще одну станцію — «Спортивна». Остання до складу першої черги метрополітену не входила. Необхідність пуску «Спортивної» обґрунтовувалася планами зі спорудження великого спорткомплексу в низинній частині заплави ріки Об. Планувалося, що станція відкриється разом з цим спортивним комплексом.